# Acke (familienaam)
Acke, Akke, Hacke en hun diverse schrijfwijzen zijn Germaanse familienamen.

## Betekenis
Er zijn meerdere theorieën over de Germaanse herkomst van de naam:
- Afgeleid van het Angelsaksische woord hac(c)o - hag(g)o voor een haag, refererend naar een omheinde ruimte.
- Afgeleid van het Angelsaksische woord agi voor een zwaard. In het Oudsaksisch was dat woord eggia.
- Afgeleid van de Scandinavische naam Haakon, afgekort Hako of Haki, voor een edele zoon.